# 久罗·奥斯托伊奇
久罗·奥斯托伊奇（1976年2月17日—），黑山男子篮球运动员。他曾代表塞尔维亚和黑山国家队参加2004年夏季奥林匹克运动会男子篮球比赛，获得第十一名。